# تل‌کیف
تل کیف (به عربی: تلکیف) شهری در استان نینوا کشور عراق است که در سرشماری سال ۲۰۰۸ میلادی، ۱۴٬۳۲۷ نفر جمعیت داشته است.